# 자야마역 (후쿠오카현)
자야마역(일본어: 茶山駅)은 일본 후쿠오카현 후쿠오카시 조난구 자야마 1초메에 소재하는 후쿠오카 시 교통국 지하철 나나쿠마 선의 역이다. 역 번호는 N09이다.
역의 심벌 마크는 과거에 차밭이 펼쳐지고 있어서 "자야마"에 연유된 찻잎의 새싹을 디자인한 것이다. 역 식별 색은 ■DIC-2554으로, 야쿠인역, 롯폰마쓰 역과 공통이다.

## 역 구조
섬식 승강장 1면 2선의 지하역이다. 조난가쿠엔도리의 직하부에 위치한다. 가나야마 방면에는 인상선이 있다.

### 승강장
| 1 | ■나나쿠마 선 | 롯폰마쓰・야쿠인・덴진미나미 방면 |
| 2 | ■나나쿠마 선 | 후쿠다이 앞・하시모토 방면        |

## 이용 상황
2015년도의 1일 평균 승차 인원은 2,235명이다. 나나쿠마 선의 개통 이후 10년 만에 처음으로 2,000명을 넘어섰다.
개통 이후 1일 평균 승차 인원의 추이는 아래 표와 같다.
| 연도   | 1일 평균 승차 인원 |
| ------ | ------------------ |
| 2004년 | 1,473              |
| 2005년 | 1,258              |
| 2006년 | 1,485              |
| 2007년 | 1,567              |
| 2008년 | 1,686              |
| 2009년 | 1,676              |
| 2010년 | 1,756              |
| 2011년 | 1,849              |
| 2012년 | 1,873              |
| 2013년 | 1,988              |
| 2014년 | 2,056              |
| 2015년 | 2,235              |

## 역 주변
니시테쓰 버스 조난 체육관 입구 버스 정류장이 역의 두 출입구 앞에 있다.

### 1번 출입구
- 후쿠오카 시립 다지마 초등학교 - 남동쪽으로 약 400m
- 자야마 가톨릭 유치원 - 남쪽으로 약 400m
- 후쿠오카 현 자동차 학교 - 남남동으로 약 1km

### 2번 출입구
- 후쿠오카 시립 조난 체육관 - 북북서쪽으로 약 100m
- 써니 자야마 점 - 남남서쪽으로 약 200m
- 학교 법인 기무라 학원 자야마 유치원 - 북북서쪽으로 약 300m
- 후쿠오카 시립 베후 초등학교 - 북쪽으로 약 400m
- 후쿠오카 현립 조난 고등학교 - 서쪽으로 약 400m (직선 거리)
- 후쿠오카 시립 조난 초등학교 - 서북서쪽으로 약 600m
- 후쿠오카 시립 조난 중학교 - 북서쪽으로 약 800m

## 역사
- 2005년 2월 3일: 영업 개시.

## 사진

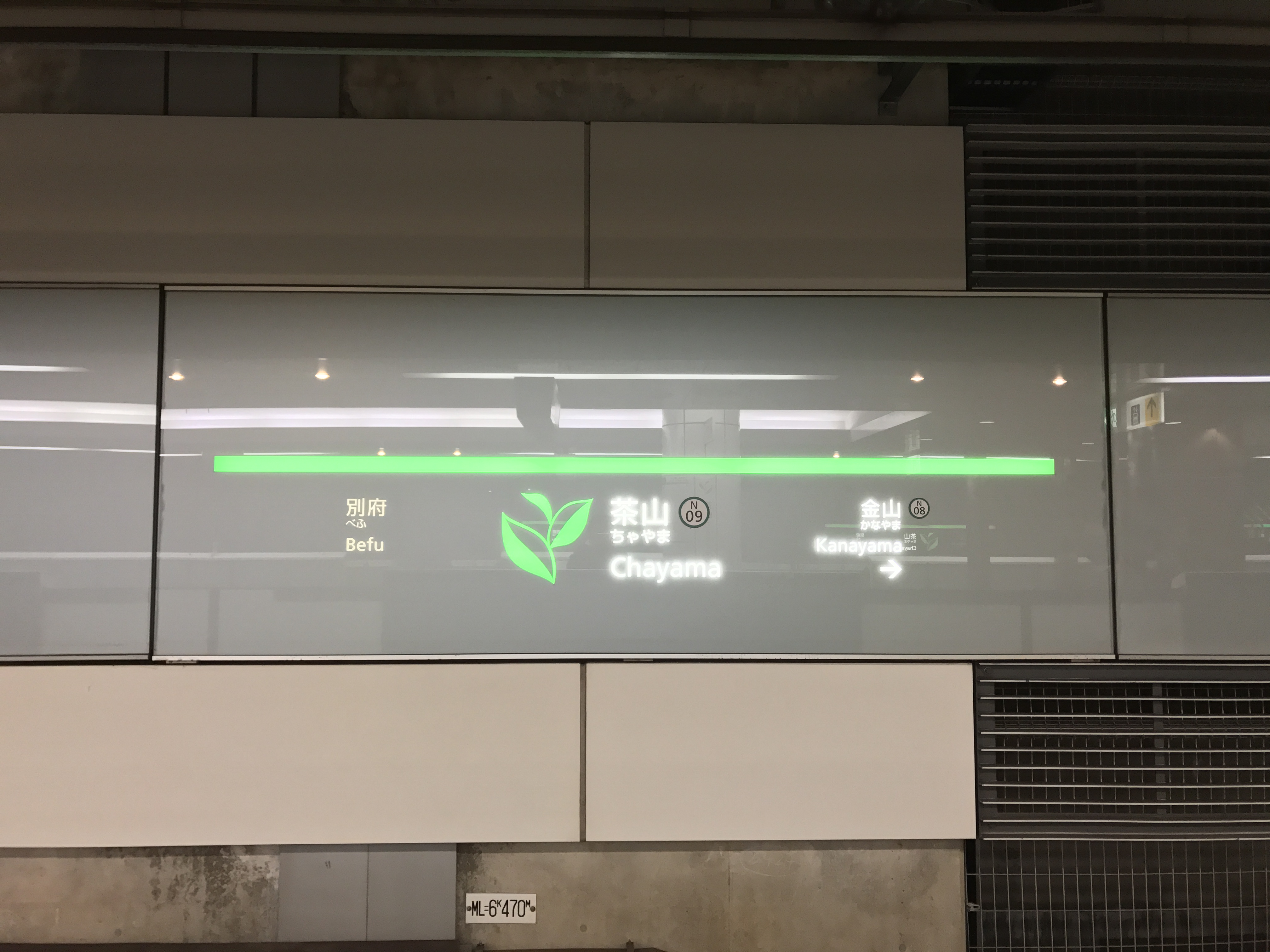
역명판

## 인접역
| 후쿠오카 시 교통국 ■ 지하철 나나쿠마 선 | 후쿠오카 시 교통국 ■ 지하철 나나쿠마 선 | 후쿠오카 시 교통국 ■ 지하철 나나쿠마 선 |
| --------------------------------------- | --------------------------------------- | --------------------------------------- |
| N08 가나야마 하시모토 방면              |                                         | 베후 N10 덴진미나미 방면                |